# Ángel León
Ángel León, född 2 oktober 1907 i Villalón de Campos, död 10 augusti 1979, var en spansk sportskytt.
León blev olympisk silvermedaljör i fripistol vid sommarspelen 1952 i Helsingfors.